# Krater von Wattenscheid
Als Loch oder Krater von Wattenscheid oder auch von Höntrop wurden Anfang Januar 2000 zwei trichterförmige, 15 Meter tiefe Schachtverbrüche in einem Wohngebiet im Bochumer Stadtteil Wattenscheid-Höntrop bekannt. Das Ereignis war eines der größten seiner Art in der Geschichte des Ruhrgebiets und galt als besonders spektakulär. Personenschäden waren dabei jedoch nicht zu beklagen.

## Verlauf

Schacht 4, vor 1906

Ursache war der 1905 stillgelegte Förderschacht Schacht 4 der Zeche Vereinigte Maria Anna Steinbank in Höntrop. Der Bochumer Verein veräußerte die Zeche an Hugo Stinnes, Generaldirektor der Deutsch-Luxemburgische Bergwerks- und Hütten-AG, der sie danach umgehend schließen ließ. Beim Abriss der Tagesanlagen stürzte der Pyramidenbock um, weil er durch das Gewicht der Fördermaschine stark kopflastig war, und fiel kopfüber in den Schacht hinunter, wo er sich auf einer Tiefe von 40 Metern verkeilte. Der obere Teil des insgesamt 431 m tiefen Schachts wurde mit weiteren Trümmern verfüllt.
In der folgenden Zeit entstand hier Wohnbebauung. 1991 war der Schacht bereits einmal mit Betoninjektionen gesichert worden. Bei Messungen in 35 m Tiefe wurde schon im November 1999 festgestellt, dass es im Berg Verschiebungen von bis zu 4 m gab.
Am 2. Januar 2000 stürzte die Wendefläche der Sackgasse Emilstraße als Tagesbruch in den darunterliegenden Schacht. Der Krater hatte eine Größe von 500 m² und eine Tiefe von rund 15 m. Er riss drei Garagen und mehrere Autos mit sich. Es brach noch ein ähnlich großer zweiter Krater auf. Der S-Bahn-Verkehr zwischen Bochum und Essen musste unterbrochen werden. Zur Verfüllung wurden 7.500 m³ Beton benötigt. Sie kostete rund 12 Millionen DM. Als Rechtsnachfolger ist die VEBA verantwortlich.
Nach Expertenauffassung handelte es sich bei dem Ereignis um einen der größten Tagesbrüche in der Geschichte des Ruhrgebiets. Es wird seither häufig auch in Fachartikeln über Bergschäden zitiert. Mit Landesmitteln wurde kurz darauf ein Sondierungsprogramm gestartet.

## Trivia
Unter Modelleisenbahnern wurde speziell im Verein FREMO und seinem Umfeld eine (etwa zur Zeit der Wattenscheider Schachtverbrüche) ähnlich einem Aufzugsschacht neu entworfene und vereinsintern genormte Schacht-Konstruktion zur veränderbaren Montage von Modellbahn-Signalen auf transportablen Modelleisenbahnen (in Anlehnung an den Krater von Wattenscheid) zunächst spöttisch als Wattenscheider Löcher abgetan, dann aber ernst- und dauerhaft Wattenscheider Signalschacht genannt.